# Red Lodge
Red Lodge è una città degli Stati Uniti d'America situata nel Montana, nella Contea di Carbon, della quale è anche il capoluogo.